# 쿠로사키 마온

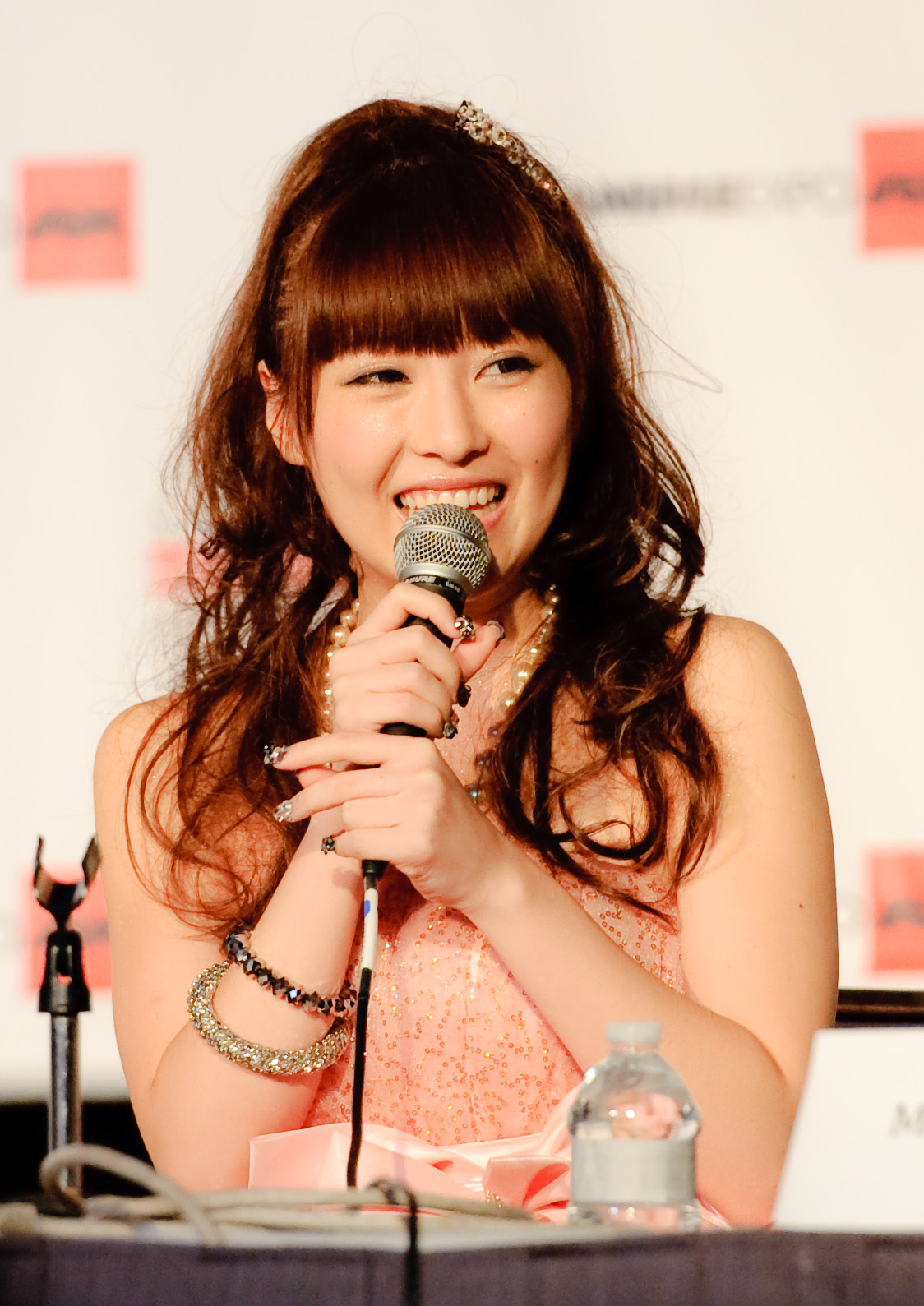
2011년 로스엔젤레스의 아니메 엑스포에서의 모습

쿠로사키 마온(일본어: 黒崎真音, 1988년 1월 13일 ~ 2023년 2월 16일)은 NBC유니버설 엔터테인먼트 재팬과 계약을 맺은 일본의 가수이자 작곡가이다. 도쿄 아키하바라에서 연기자로 활동하던 중 발탁된 그녀는 2010년 TV 애니메이션 시리즈 '학원묵시록'의 엔딩 테마곡을 부르며 메이저 데뷔했다. 그녀는 데뷔 앨범 H.O.T.D를 발표했다. 2010년 9월, 학원묵시록의 엔딩 테마가 포함되어 있다. 그녀의 처음 두 싱글은 애니메이션 TV 시리즈 어떤 마술의 금서목록의 엔딩 테마로 사용되었다.
2021년 9월, 쿠로사키는 라이브 스트리밍 콘서트 도중에 쓰러졌고, 이후 곧 중단되었다. 이후 그녀는 병원으로 급히 이송됐으나 경막외 혈종이라는 진단을 받았다. 건강이 악화된 후 2023년 2월에 사망했다.